# Kanton Compiègne-1
Kanton Compiègne-1 (fr. Canton de Compiègne-1) je francouzský kanton v departementu Oise v regionu Hauts-de-France. Tvoří ho 19 obcí a část města Compiègne. Zřízen byl v roce 2015.

## Obce kantonu
- Attichy
- Autrêches
- Berneuil-sur-Aisne
- Bienville
- Bitry
- Choisy-au-Bac
- Compiègne (část)
- Clairoix
- Couloisy
- Courtieux
- Janville
- Jaulzy
- Margny-lès-Compiègne
- Moulin-sous-Touvent
- Nampcel
- Rethondes
- Saint-Crépin-aux-Bois
- Saint-Pierre-lès-Bitry
- Tracy-le-Mont
- Trosly-Breuil